# Neoperla hatakeyamae
Neoperla hatakeyamae är en bäcksländeart som beskrevs av Okamoto 1912. Neoperla hatakeyamae ingår i släktet Neoperla och familjen jättebäcksländor. Inga underarter finns listade i Catalogue of Life.